# 조지 워싱턴 카버

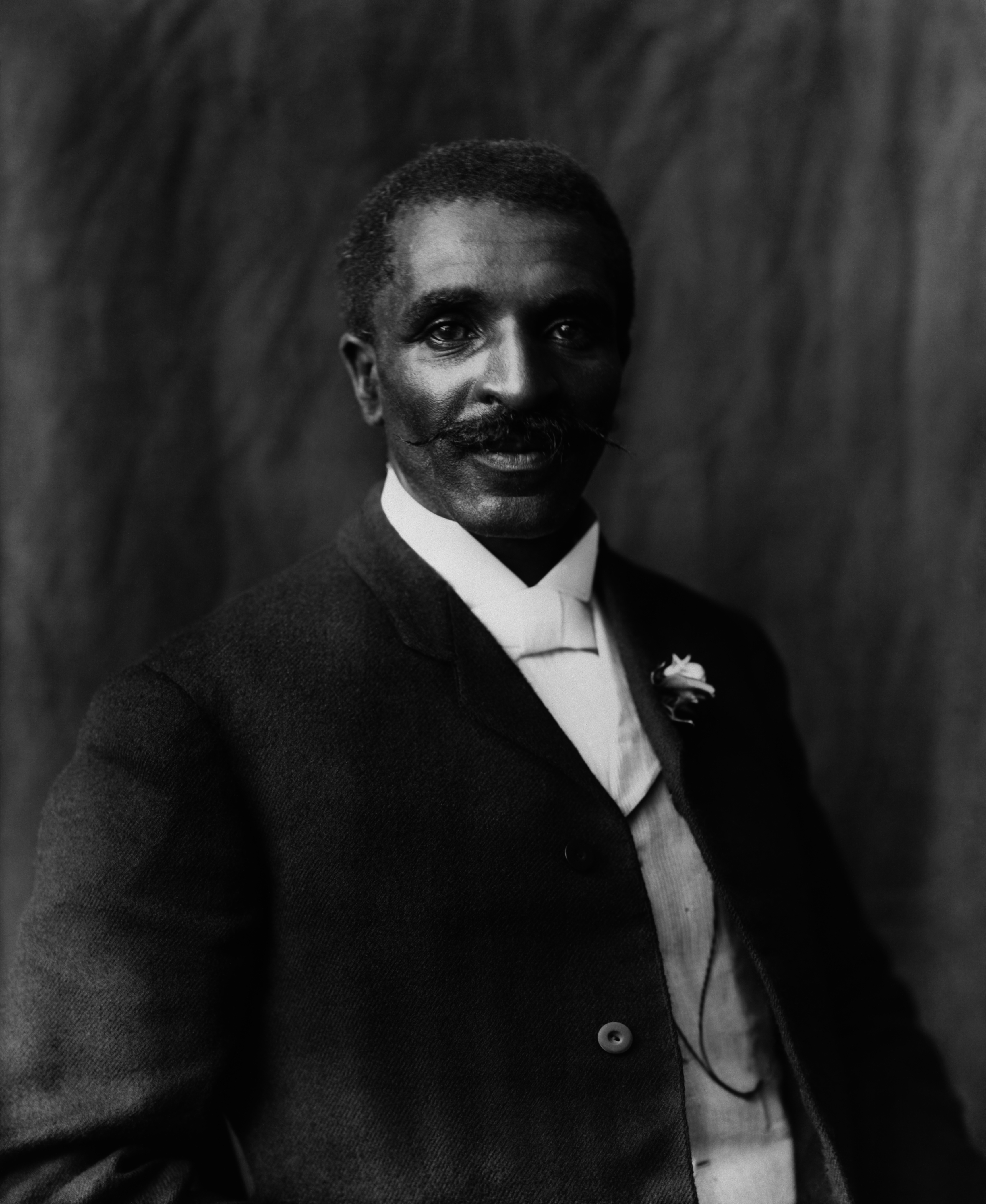
프랜시스 벤저민 존스턴이 촬영한 카버의 사진(1906년)

조지 워싱턴 카버(영어: George Washington Carver, 1860년대 ~ 1943년 1월 5일)는 미국의 농화학자, 식물학자, 농업경제학자이다.

## 경력

### 양부모가 돌보다

#### 노예상인들
조지 워싱턴 카버는 1860년대 초기에서 중기 사이 미국 미주리주 다이아몬드의 아버지 길스와 어머니 매리 사이에서 노예 가정의 2남 1녀의 막내로 태어났다. 형은 짐, 누나는 멜리사이다. 카버 전기인 〈땅콩박사〉(로렌스 엘리엇 씀, 곽안련, 민경식 옮김,김경희 그림, 대한기독교서회)에 따르면, 조지가 태어난 1864년은 남북전쟁으로 폭력이 가득하던 시대였다. 미주리주는 자유주인 캔자스주와 노예주인 아칸소주사이에 있던 터라 노예주인 아칸소 주의 노예상인들이 약탈과 살생을 벌이고 있었다. 그들은 가축을 훔치고, 노예들을 잡아갔다. 노예 가정의 주인은 광대한 농장을 갖고 있는 독일계 이민자인 모지스 카버 또는 모세스 카버와 수잔 카버였다.

#### 납치
하지만 그가 태어난 지 일주일쯤 되었을 무렵, 성탄절 일주일 전에 노예상인들이 들이닥쳐 메리와 멜리사와 조지를 잡아 켄터키 주로 끌고갔다. 노예 가정의 주인인 모지스 카버는 노예상인들이 다시 올 것을 내다보고 도망을 권했지만, 메리는 멜리사 때문에 빨리 움직이지 못했다. 존 벤틀리라는 사람에게 "메리를 찾아오면 밭을 주겠다"라고 거래해서 메리를 찾아오려고 했으나, 조지 밖에 찾아오지 못했다.

#### 양부모의 돌봄
모지스 카버는 조지를 찾아온 다음 자신 성을 주어 조지 카버로 부르며, 그를 친 자식처럼 키웠고 영어공부(흑인인 조지를 차별하는 사회 때문에 학교에 보내지는 못하고, 집에서 수잔이 독서로써 영어를 가르쳤다.)도 시켰다. 조지가 몸이 약한터라 수잔 카버는 지극정성으로 아기를 돌보았다. 수잔과 모지스 부부는 자식이 없었기 때문에, 노예들이 해방된 뒤에도 조지와 조지의 형 짐을 돌보았다. 짐은 몸이 건강해서 모지스를 도왔고, 조지는 수잔과 같이 집안일을 하면서 성실과 검소를 배웠다. 훗날 짐은 병으로 세상을 뜨고 말았는데, 이 사실을  후술할 마리아 아줌마가 편지로 알렸다.

#### 꼬마식물학자
조지의 식물학자로서의 적성은 타고난 것이었다. 베인헴 부인의 장미를 돌보고 5센트를 상으로 받았는데, 입소문이 나면서 동네 사람들이 화초가 병이 나면 조지에게 맡겼다. 조지는 병충해에도 관심이 있어서 모지스의 사과나무가 나방애벌레때문에 병이 나자, 나방애벌레가 기생한 가지만 베어버리라고 해서 고쳤다. 심지어는 덩굴식물을 부엌에 들였는데, 씨앗이 널리 날아다니면서 부엌이 엉망이 되어 혼쭐이 나기도 했다.

### 청년 시절

###### 학교를 찾아서...
조지는 수잔이 준 읽기책을 공부하여 글을 터득할 정도로 영리한 아이였지만 인종차별로 학교에 가지 못했다. 모지스에게 "학교에 가고 싶어요"라고 말하자, 모지스는 "유색인종은 학교에 가지 못한다"라고 말했다. 조지는 모지스, 수잔과 같이 살던 집을 떠나 떠돌아다니면서 학교를 다녔으며, 공부를 굉장히 열심히 했다.

###### 마리아 아줌마
조지가 집을 떠나 미주리주 네오쇼에서 처음 만난 분들은 마리아 와킨슨,앤드루(앤디)와킨슨 부부였다. 마리아 아줌마는 출산을 돕는 사람인 산파와 빨래를 했고, 앤드루 아저씨는 육체노동자였다. 흑인학교인 링컨학교에 찾아갔는데 토요일이라 학교를 열지 않았다. 그래서 배고픔을 달래려고 해바라기씨를 까먹고 있던 꼬마 조지를 보고 불쌍히 여긴 마리아 아줌마가 집에 데려와 비스킷을 대접했다. 배가 고팠던 조지가 비스킷을 먹고나자, 마리아 아줌마는 조지에게 방을 만들어주었다. 점심을 드시러 집에 들린 앤드루 아저씨도 조지를 친자식처럼 여겼는데, 두 분 사이에서 자식이 없었기 때문이었다. 집안일을 거들면서 학교를 다닌 조지는 신실한 아프리카 감리교회 신자인 마리아 아줌마와 앤드루 아저씨에게 하나님의 선하심, 청결함, 근면함, 손대접을 배웠다. 마리아 아줌마는 "네가 우리 집에 온 것은 하나님의 뜻이야. 하나님은 너를 위해 미리 준비하신 일이 있고, 나와 앤드루 아저씨가 너를 돕기 바라셔"라고 말했는데, 조지는 장로교인으로서 하나님의 선하심에 온전히 의지하면서 살았다. 오두막집을 깨끗이 청소하고 빨래하는 마리아 아줌마의 청결함과 부지런함을 배우기도 했다. 마리아 아줌마의 친절이 고마운 조지는 어느 해 크리스마스에 직접 수를 떠서 만든 수예품을 드리고, 마리아는 성서를 선물했다. 마리아 아줌마가 조지에게 끼친 영향은 왜 공부하는가라는 생각을 하게 한 것이었다. 마리아 아줌마는 조지에게 농장에서 노예로 일할 적의 이야기를 들려줬다. 노예주인들이 제일 두려워한 것은 노예들의 머리가 깨치는 것이었다. 그래서 몰래 리비라는 흑인여성이 몰래 글을 가르쳐주었다고 했다. 그 말을 듣고 조지는 농학을 공부하여 흑인들의 삶이 나아지도록 했다. 이 시기에 형이 가사노동자로 일할 때에 동생인 조지를 찾아와서 같이 사진을 찍기도 했는데, 훗날 병으로 죽은 형을 기억하는 유품이기도 하다. 

###### 고등학교
당시 흑인들에게는 고등학교 진학이 쉬운 일이 아니었으나, 조지 카버는 캔자스주에 있는 미니애폴리스 고등학교를 노동을 하면서 공부하여 졸업했다. 상술한 마리아 아줌마는 미니애폴리스 고등학교 7학년으로 공부할 때에 만난 후견인이다.

###### 대학교
가사노동자로 취업해서 배운 기술들인 요리사, 흑인여성인 루시 아줌마에게 배운 세탁을 하여 먹고 살았다. 조지는 인종차별 때문에 대학교에 진학하지 못한 상처를 안고, 어느해 여름 가로수의 잎이 파랗게 자란 날에 윈터세트라는 도시에서 슐츠 호텔 조리노동자로 일하던 때에 다니던 침례교회에서 우연히 자신처럼 그림을 좋아하는 밀홀랜드 부인과 친해져서, 일주일에 두세번씩 밀홀랜드 씨 집을 찾아가고는 했다. 조지는 그림을 잘 그려서 밀홀랜드 부인이 그린 제비꽃이 생기가 없음을 고민하자, 물감을 더욱 칠해서 활기가 띄도록 했다. 밀홀랜드 부인은 조지에게 성악을 가르쳐주어 친하게 지냈는데, "조지, 조지는 세탁업자나 조리노동자로 살기에는 아깝다네. 대학교에 갔으면 하네."라면서 조지의 학문능력을 아까워한 밀홀랜드 부부의 권유로 1893년 심프슨 대학교(Simpson college)에서 미술과 피아노를 공부했다. 조지는 대학교 진학을 하려다가 인종차별로 입학을 거부당했으나, 밀홀랜드 부부가 권한 학교는 인종차별이 없는 곳이었고, 과거에서 사는 것은 어리석은 일이었다. 심프슨 학장은 카버의 성적을 보고 입학을 허락했다. 세탁소를 꾸리며 대학교 공부를 했으며, 미술을 가르친 에타 버드(Etta Budd)교수의 권유로 아이오와 농과대학교(현재, 아이오와 주립 대학교) 식물학과에 진학했다. 대학교 재학 시절, 교내 식당에서 입장을 금지당하는 차별을 받자, 버드 교수의 친구가 학교당국에 강력히 항의하여 차별이 개선되었다. 조지는 이 학교 최초의 흑인 학생이자 과학분야의 첫번째 학사가 되었다. 학위 취득 후에는 모교의 실험 농장에서 연구원으로 일했다.

### 농업 지도
흑인운동가인 부커 T. 워싱턴의 요구로 조지는 터스키기 학원에서 학생들을 가르쳤으며, 1907년부터 일요일에는 교회에서 농민들을 가르쳤다. 처음에는 마차, 나중에는 자동차에 손수 가꾼 양배추를 싣고 보여주기도 하고, 자신을 존경하는 농부댁에서 먹고 자기도 했다.
목화농업이 바구미때문에 몰락하자 고구마과 땅콩을 재배하도록 했다. 땅콩이 많이 재배되었지만 처리할 방법이 문제가 되자 땅콩버터, 인조고기, 빵, 땅콩우유, 음료 등을 발명했다. 무역에서는 농민들의 이익을 생각해서 땅콩수입에 관세를 매기는 보호무역을 미국 의회에서 주장했다(1921년). 1943년 별세.

### 재주꾼 조지
1941년 타임지에서 조지 워싱턴 카버를 검은 레오나르도 다빈치라고 했다. 실제 조지 워싱턴 카버는 머리가 좋은 사람이어서 그림, 요리, 세탁, 연설, 식물학, 수의학 모두 해박했다.

## 같이 보기
- 아프리카계 미국인의 역사